# ビーグル
ビーグル（英: Beagle）は、イギリス原産のセントハウンド（嗅覚ハウンド）犬種のひとつである。

## 概説
ローマ時代から存在し、ウサギ狩りを業としてきた。ショードッグとしても人気があり、最近では家庭犬としての改良がなされている。小型で扱いやすい気質であることなどから、研究所などで実験動物としても飼育されている。また、優れた嗅覚を活かし、空港などで「検疫探知犬」として、持ち込み禁止の食品や物品を嗅ぎ分ける「ワーキングドッグ」等としても活躍している。有名なキャラクター・スヌーピーのモデルでもある。また、『ウォレスとグルミット』のグルミットもウォレスや他の登場人物によってビーグル犬とされている。

## 歴史
ビーグルはイギリスのスポーツであるウサギ狩りに用いられていた。古代ギリシアでウサギ狩りに用いられていた犬の末裔とも言われる。犬名は古フランス語の「開いた喉」に由来するとも、ゲール語の「小さい」（beag）に由来するとも言われる。
ビーグルは他の犬種に比べると決して俊足ではないが、豊富な体力と獲物を追いながら延々鳴き続ける「追い鳴き」と呼ばれる習性を持つ。またハンターが馬に乗らなくても良く、徒歩で狩猟ができることも好まれた。猟では群れ（パック）で動き、ハンターはラッパの音を使ってビーグルに指示を出した。ウサギはビーグルの目を惑わすために岩から岩へと跳ねうつったり、急に方向をかえたり上手に逃げ回る。それをビーグルたちはよく通る高い声で仲間たちと連絡を取り合い、ウサギたちを追いつめていく。その啼き声から、ビーグルには「森の鈴」、「森のトランペッター」、「草原の声楽隊」などの愛称が付けられた。日本においては猪猟の勢子犬などに起用されることもある。
ビーグルは地域によって容姿やサイズがかなり異なる。16世紀後半には、体高20〜25センチ程度の超小型のビーグル（ポケット・ビーグル, Pocket Beagle）が愛好された。ドワーフ・ビーグル（Dwarf Beagle）、ミトン・ビーグル等とも呼ばれ、大型のハウンドも入ることができない険しい場所でも狩りができ、また馬の鞍の横に下げた袋の中に入れられるように小型化した種である。イギリス王家では、エリザベス1世やジョージ3世、ジョージ4世が、超小型のビーグルのパック（群れ）を所持していた。しかし、狩猟犬のニーズが時代とともに変わり、大型のものが好まれるようになると、超小型のビーグルの需要は減った。ビクトリア朝には復活の動きもあったが、不適切なブリーディング等により犬質の評判が落ち、また出産が困難なことから、人気も衰え、ビーグルの犬種標準からも排除された。記録に残る最後の1頭は1935年に死んだメス犬であった。
また、20世紀初頭までは、硬く長めのラフコート（ワイアーコート）を持つビーグルも見られた。この血統をスムースコートのビーグルと区別する時は、ワイアーヘアード・ビーグル（英：Wire-haired Beagle）、ラフヘアード・ビーグル、ラフコーテッド・ビーグル、テリア・ビーグルなどと呼ばれた。ワイアーヘアのビーグルはイギリス北部によく見られ、寒い気候に対応するために、スムースコートのビーグルに、ワイアーヘアのテリアを掛け合わせて作り出されたと推測されている。なお、北方のビーグルは南方のビーグルよりもスタミナがあると言われた。特にウェールズには優秀なワイアーヘアのビーグルの血統が20世紀初頭までみられたという。この血統はウェルシュ・ビーグルとも呼ばれた。しかし、19世紀末には頭数を減らし、やがて絶滅した。1969年にラフヘアのビーグルがドッグショーに出展された記録があるのが、記録に残る最後という。
日本には明治初期に輸入された。ニホンノウサギはイギリスやアメリカのウサギと比べて大型だったことから、それに合うように改良が施された。特に九州においての改良は著しく、佐賀県の唐津ビーグルと呼ばれるものは通常のビーグルよりも遥かに大型となった。また、鹿児島県では薩摩ビーグルと呼ばれるものがいた。ただし、これらは在来種と称されて血統登録ができないものも多かった。

## 特徴

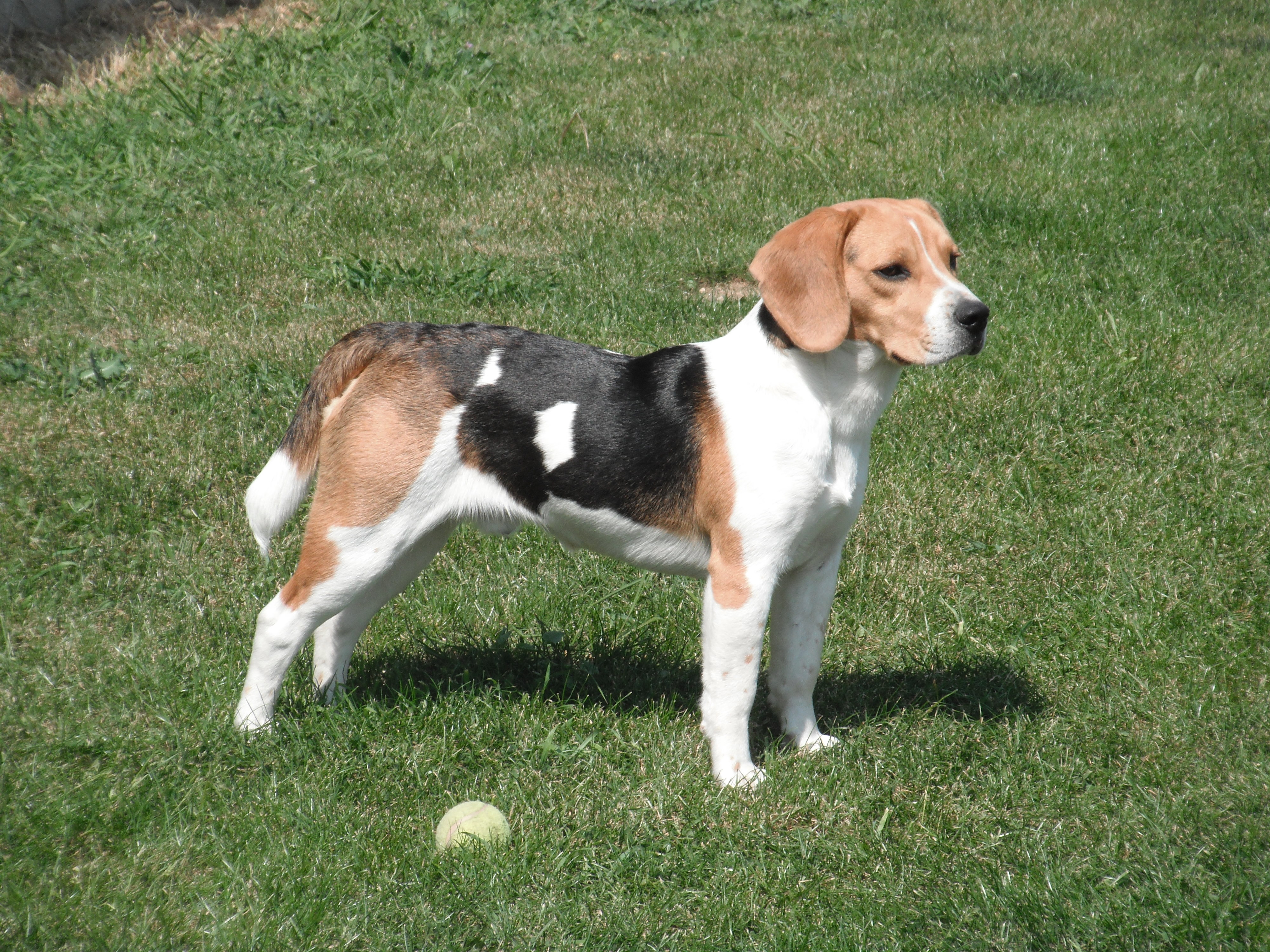
ビーグル

体高33〜40センチで、ハウンドとしてもっとも小さい。ザ・ケネルクラブやジャパンケネルクラブでは13インチ（33センチ）以上、16インチ（40センチ）以下のサイズが認められる。アメリカンケネルクラブでは、15インチ以下、13インチ以下の2種に分けられる。毛色はブラック・タン・ホワイトのトライカラーや、レッドアンドホワイトなどさまざまで、レバー色以外のハウンドカラーは認められる。耳は平均18cm。
性格は活発でやんちゃ、遊び好きである。賢く、従順で、訓練もしやすい。頑健で病気にかかりにくいが、食欲旺盛で、食べ物に貪欲なので、太りやすい。また、 耳が垂れているため、蒸れて、外耳炎になりやすい。運動量はかなり必要である。また、身体の割に声の大きさが非常に大きい。嗅覚は鋭く、麻薬探知犬としても活躍している。

## 飼育
ビーグルは毛が短いものの、オーバーコートとアンダーコートをもつ「ダブルコート」の犬種のため毛量が多く、換毛期には抜け毛が多くなるため、ブラッシングは必須。

## ギャラリー

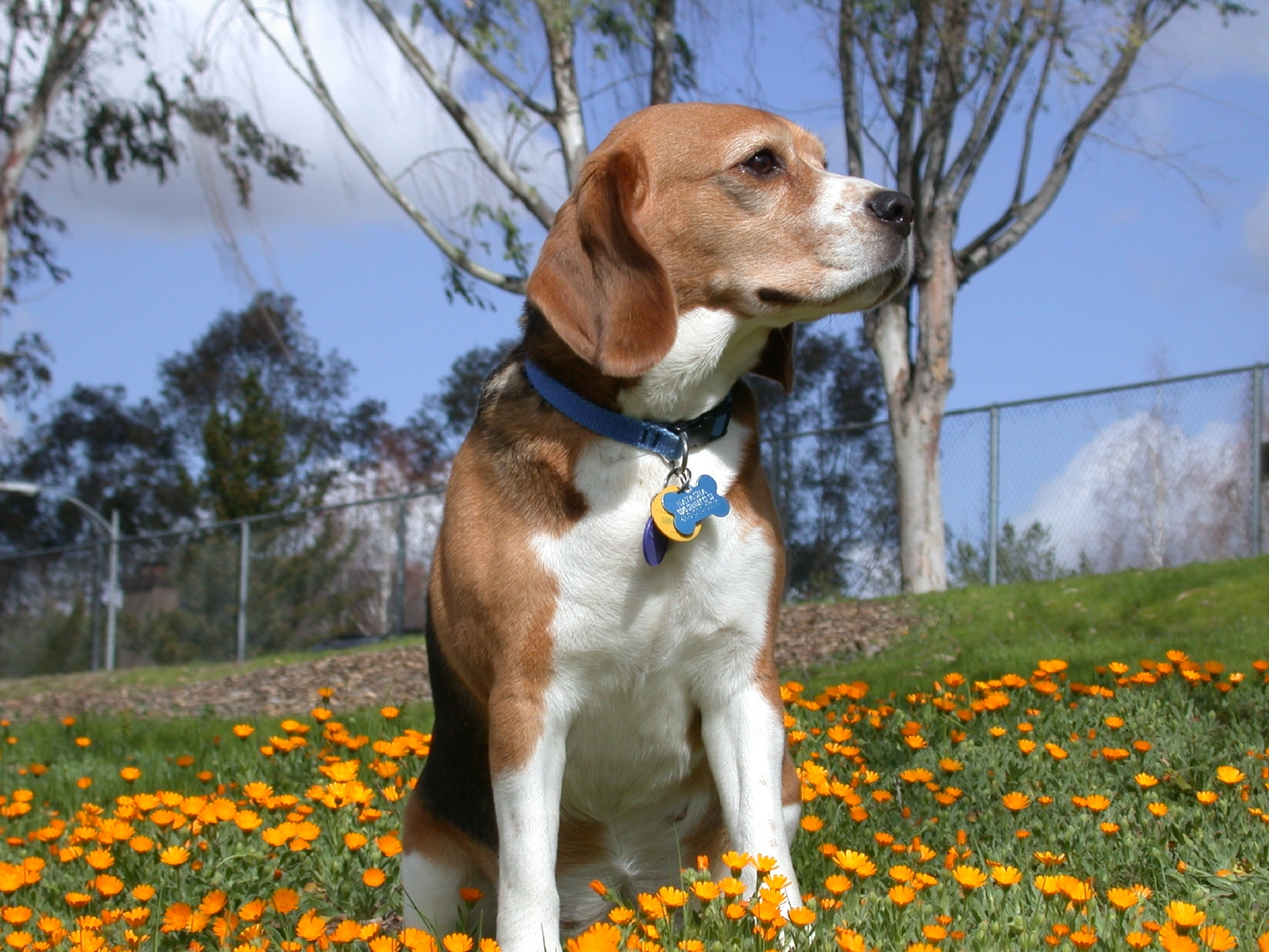
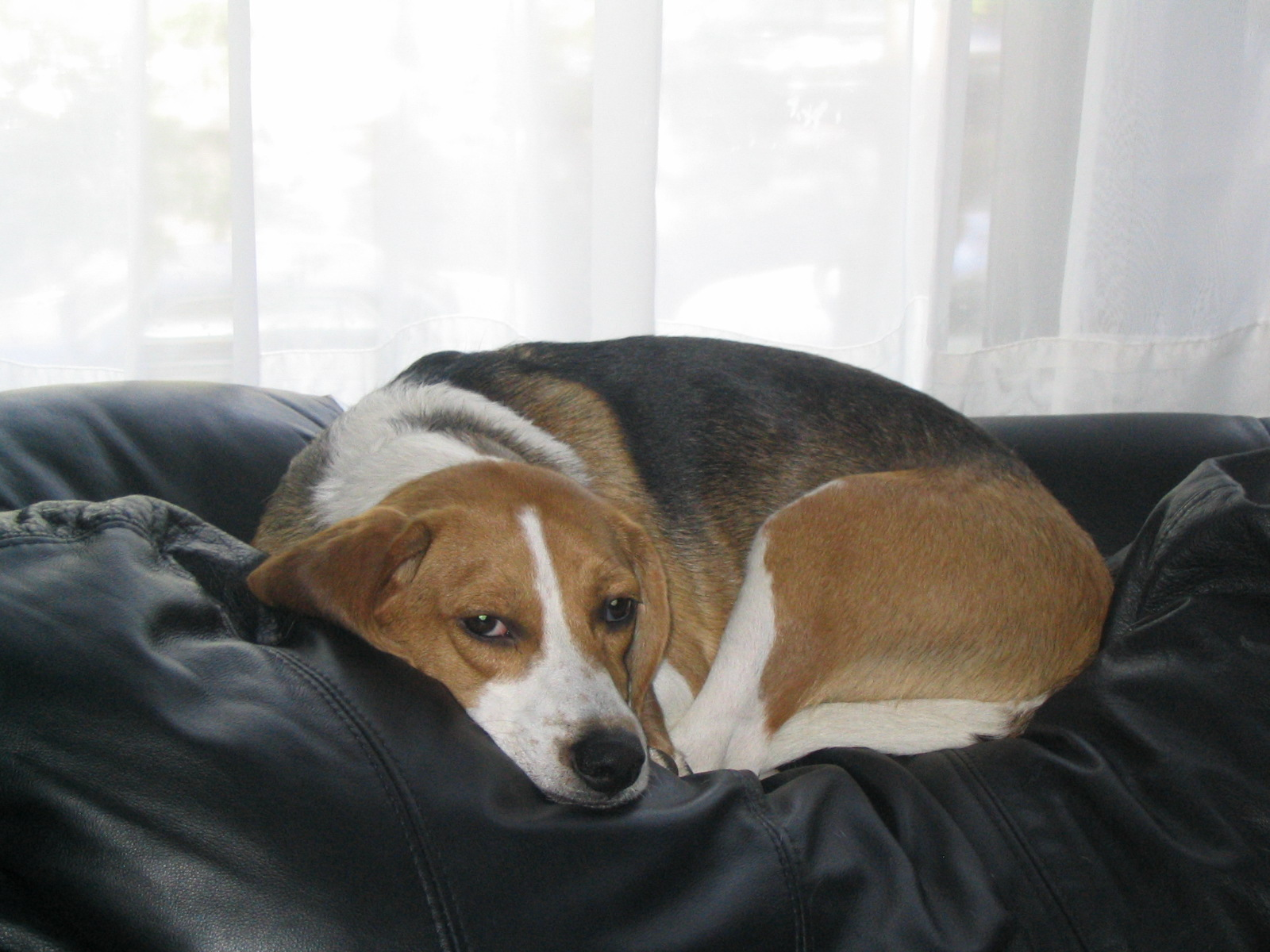
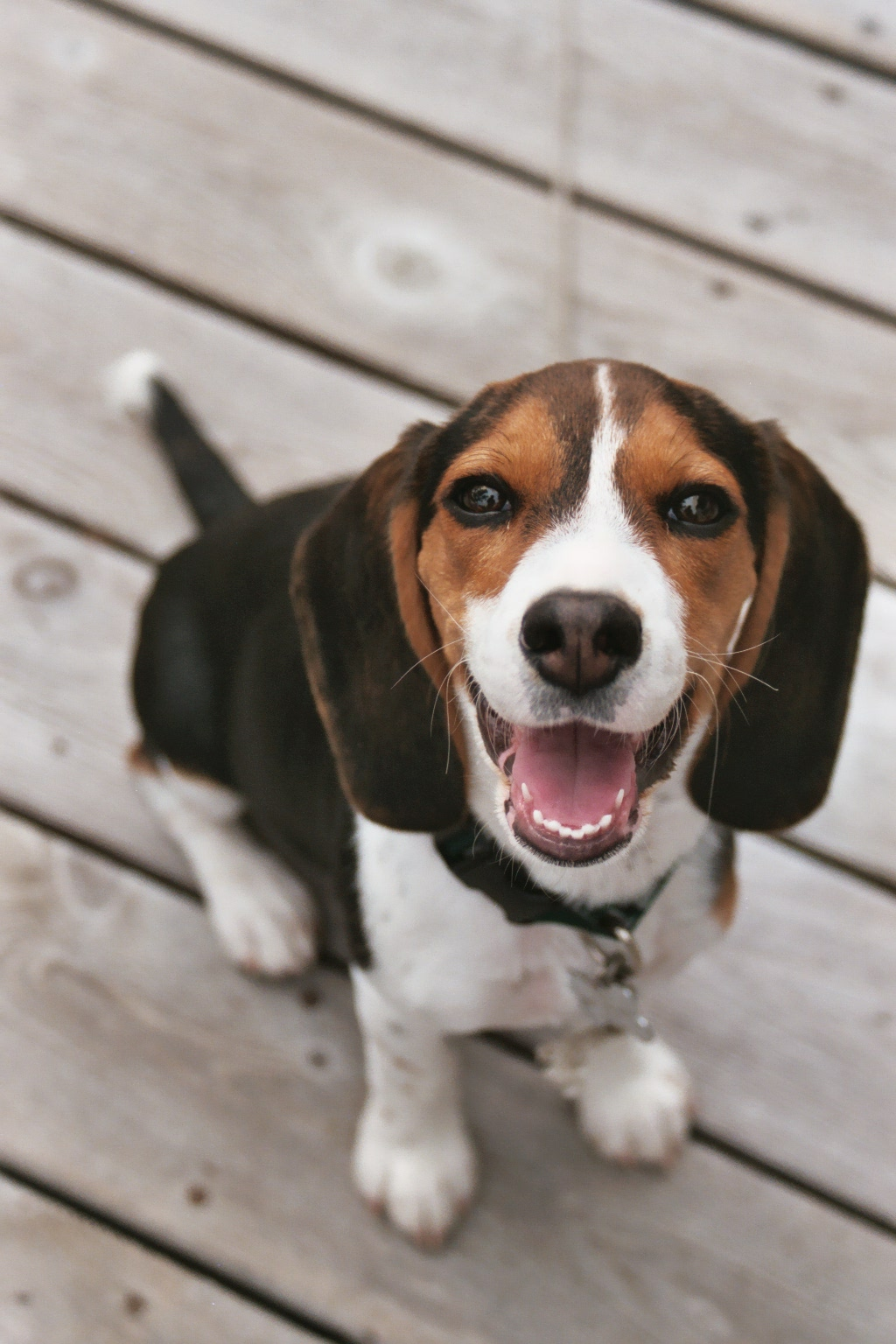
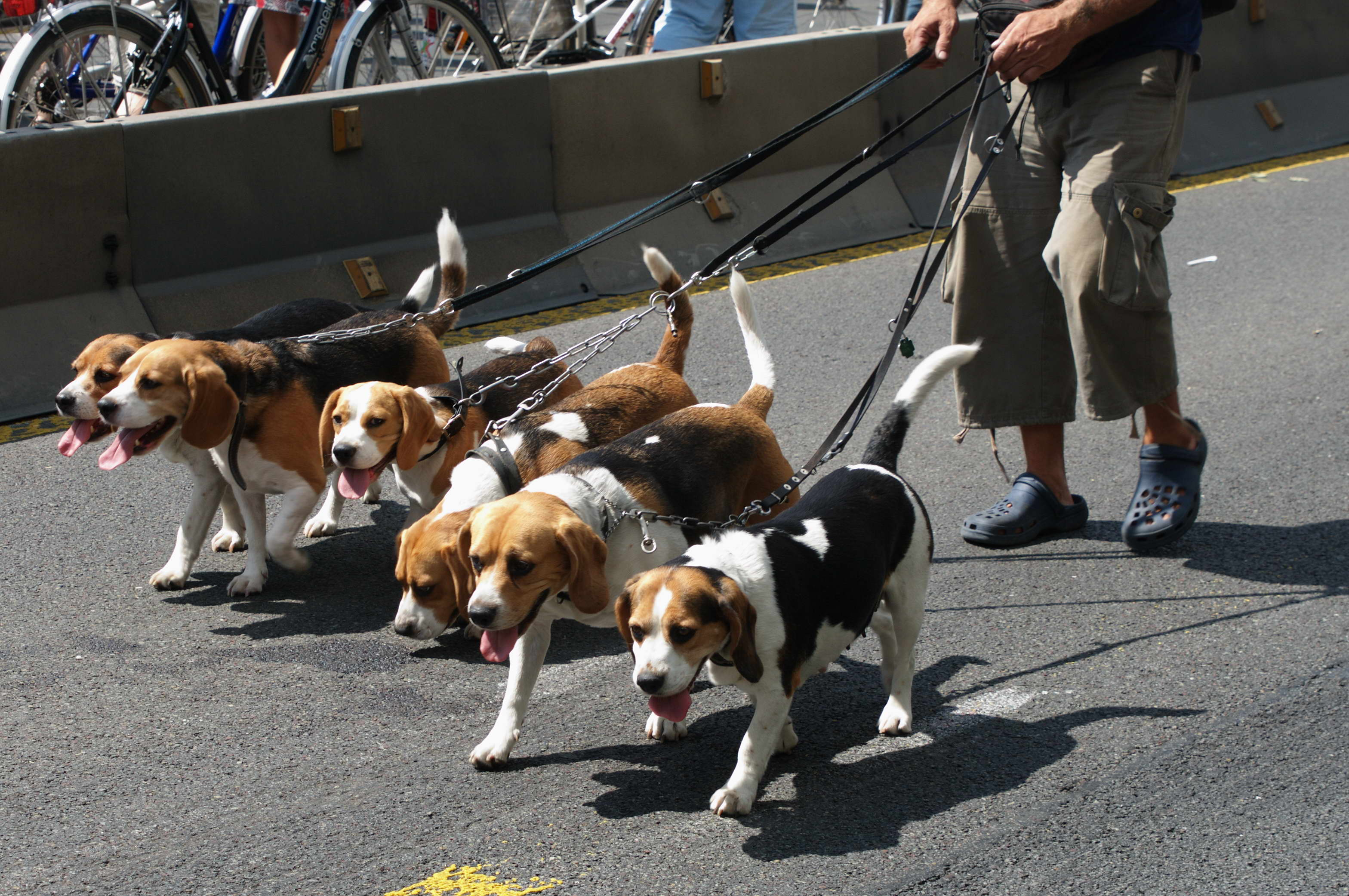
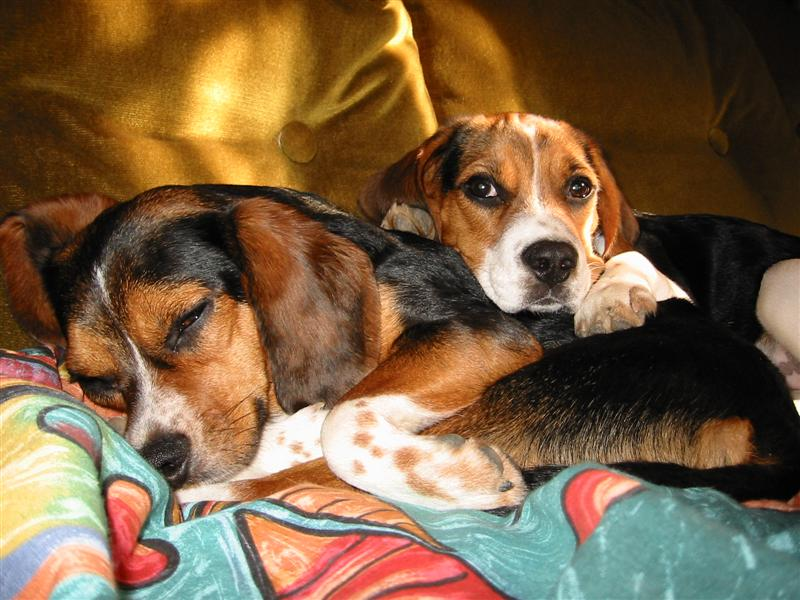
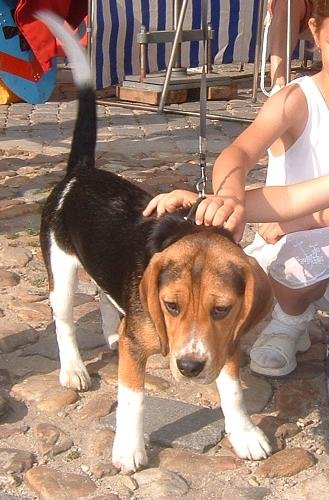
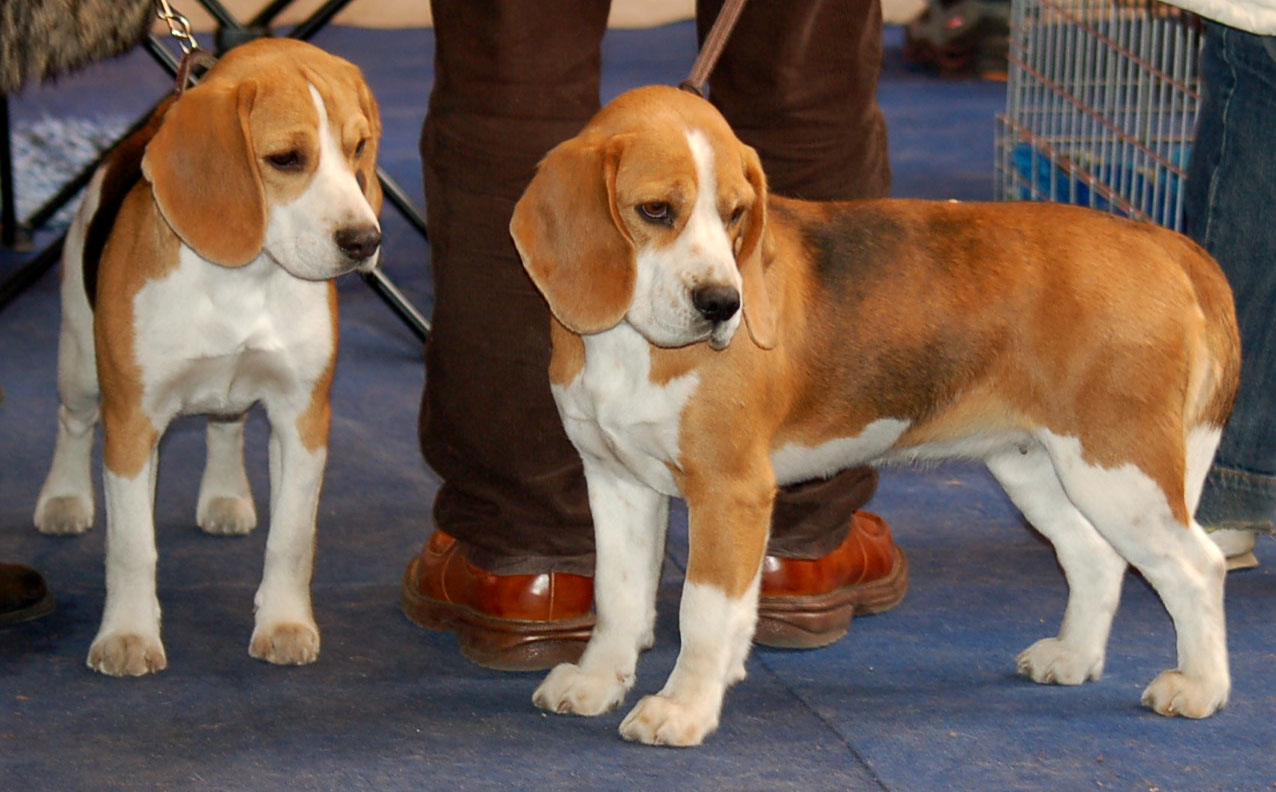